# Percy Snape
Percy Snape (* 3. Januar 1901 in São Paulo, Brasilien; † 18. März 1963 in Birkdale) war ein englischer Fußballschiedsrichter.

## Sportlicher Werdegang
Snape pfiff ab den 1930er Jahren Spiele in der Football League, ehe der offizielle Ligaspielbetrieb aufgrund des Zweiten Weltkriegs eingestellt wurde. Während der Kriegszeit leitete er Spiele in den oftmals auch mit Gastspielern ausgetragenen regionalen Kriegsmeisterschaften. Nach Kriegsende war der nun in Swinton wohnhafte Snape kurzzeitig wieder im normalen Spielbetrieb aktiv.
Im Dezember 1931 leitete Snape sein erstes Länderspiel, zum Abschluss der British Home Championship 1931/32 setzte sich im Belfaster Windsor Park im Duell der beiden bis dato sieglosen Mannschaften die IFA-Auswahlmannschaft gegen Wales mit einem 4:0-Erfolg durch. Knapp sechs Jahre später pfiff er sein zweites und letztes internationales Auswahlspiel: Deutschland schlug im Oktober 1937 Norwegen im Olympiastadion Berlin mit 3:0.